# Gilberto Câmara
Gilberto Câmara (Fortaleza, 29 de março de 1956) é um engenheiro eletrônico e cientista da computação brasileiro. Foi diretor do Instituto Nacional de Pesquisas Espaciais do Brasil (INPE) entre dezembro de 2005 e março de 2012. Anteriormente, foi chefe da Divisão de Processamento de Imagens do INPE de 1991 a 1996 e diretor de Observação da Terra de 2001 a 2005.  De junho de 2013 a maio de 2015, ocupou a Catédra Brasil na Universidade de Münster (Alemanha) como professor visitante do Instituto de Geoinformática, com apoio da CAPES. Foi diretor do Secretariado do GEO (Group on Earth Observations) no período de julho de 2018 a junho de 2021. Como diretor do Secretariado do GEO, aplicou sua visão de Open Science para ajudar as nações em desenvolvimento a usar melhor os dados de observação da Terra para melhorar o bem-estar social e as práticas de desenvolvimento sustentável.
Como reconhecimento pelo seu trabalho, Gilberto foi indicado como Doutor honoris causa pela Universidade de Münster da Alemanha e como Chevalier de la Ordre National du Mérite da França. Recebeu o prêmio William T. Pecora da NASA e USGS por "liderança no acesso amplo e aberto a dados de sensoriamento remoto". Em 2011 foi agraciado como o título de comendador do mérito aeronáutico.